# Sesiinae
Die Sesiinae sind eine Unterfamilie von Schmetterlingen innerhalb der Familie der Glasflügler (Sesiidae). Sie sind weltweit, mit Ausnahme der Antarktis mit bislang 1040 Arten bekannt.

## Merkmale
Die Vertreter der Sesiinae zeichnen sich durch unterschiedlich keulenförmig ausgebildete Fühler aus, welche mit einem eigenständigen, stets gleich gebauten Haarpinsel an der Spitze und gebogenen Wimpern ventral ausgestattet sind. Die Ader CuP der Hinterflügel ist zurückgebildet oder fehlt, ihre Position ist jedoch durch eine Schuppenlinie erkennbar. Das Vinculum der Männchen besitzt hinten Fortsätze und einen deutlichen Saccus. Die Valven sind mit doppelt oder mehrfach gegabelten, chitinisierten Sinneshaaren versehen. Die Chaetosemata an den Seiten des Kopfes sind gerade und beschränken sich auf den hinteren Rand des Kopfes. Der zum Rücken hin auf der Vorderseite liegende Teil des Epimerons der Pleuren am Mesothorax formt eine charakteristische, die Naht zwischen den Pleuren verdeckende Ausstülpung.

## Systematik
Die Sesiinae werden in sechs Tribus unterteilt. Die folgende Artenliste ist auf die in Europa vorkommenden 109 Arten in vier Tribus beschränkt, die in Mitteleuropa vertretenen 48 Arten sind entsprechen gekennzeichnet (A, CH, D).

### Unterfamilie Sesiinae

#### Osminiini
- Osminia fenusaeformis (Herrich-Schäffer, 1852)

#### Paranthrenini
- Paranthrene diaphana Dalla Torre & Strand, 1925
- Eichenzweig-Glasflügler (Paranthrene insolita) Le Cerf, 1914 A, CH, D
- Kleiner Pappel-Glasflügler (Paranthrene tabaniformis) (Rottemburg, 1775) A, CH, D

#### Sesiini
- Melittia cucurbitae Harris, 1828
- Hornissen-Glasflügler (Sesia apiformis) (Clerck, 1759) A, CH, D
- Großer Weiden-Glasflügler (Sesia bembeciformis) (Hübner, 1806) A, CH, D
- Espen-Glasflügler (Sesia melanocephala) Dalman, 1816 A, CH, D
- Sesia pimplaeformis Oberthür, 1872

#### Synanthedonini
- Bembecia abromeiti Kallies & Riefenstahl, 2000
- Hauhechel-Glasflügler (Bembecia albanensis) (Rebel, 1918) A, CH, D
- Bembecia blanka Špatenka, 2001
- Bembecia fibigeri Z. Laštuvka & A. Laštuvka, 1994
- Bembecia flavida (Oberthür, 1890)
- Bembecia fokidensis Tosevski, 1991
- Bembecia handiensis Rämisch, 1997
- Bembecia himmighoffeni (Staudinger, 1866)
- Bembecia hymenopteriformis (Bellier, 1860)
- Bembecia iberica Špatenka, 1992
- Hornklee-Glasflügler (Bembecia ichneumoniformis) (Denis & Schiffermüller, 1775) A, CH, D
- Bembecia lomatiaeformis (Lederer, 1853)
- Bembecia megillaeformis (Hübner, 1813) A, D
- Bembecia pavicevici Tosevski, 1989
- Bembecia priesneri Kallies, Petersen & Riefenstahl, 1998
- Bembecia psoraleae Bartsch & Bettag, 1997
- Bembecia puella Z. Laštuvka, 1989
- Bembecia sanguinolenta (Lederer, 1853)
- Bembecia sareptana (Bartel, 1912)
- Bembecia scopigera (Scopoli, 1763) A, CH
- Bembecia sirphiformis (Lucas, 1849)
- Bembecia stiziformis (Herrich-Schäffer, 1851)
- Bembecia tunetana (Le Cerf, 1920)
- Bembecia uroceriformis (Treitschke, 1834) A
- Bembecia volgensis Gorbunov, 1994
- Bembecia vulcanica (Pinker, 1969)
- Dost-Glasflügler (Chamaesphecia aerifrons) (Zeller, 1847) CH, D
- Chamaesphecia albiventris (Lederer, 1853)
- Chamaesphecia alysoniformis (Herrich-Schäffer, 1846)
- Chamaesphecia amygdaloidis Schleppnik, 1933 A
- Chamaesphecia anatolica Schwingenschuss, 1938
- Chamaesphecia annellata (Zeller, 1847) A
- Chamaesphecia anthraciformis (Rambur, 1832)
- Chamaesphecia anthrax Le Cerf, 1916
- Chamaesphecia astatiformis (Herrich-Schäffer, 1846) A
- Chamaesphecia bibioniformis (Esper, 1800) A
- Mennigroter Dost-Glasflügler (Chamaesphecia chalciformis) (Esper, 1804) A
- Chamaesphecia crassicornis Bartel, 1912 A
- Chamaesphecia doleriformis (Herrich-Schäffer, 1846) A
- Ziest-Glasflügler (Chamaesphecia dumonti) (Le Cerf, 1922) A, CH, D
- Zypressenwolfsmilch-Glasflügler (Chamaesphecia empiformis) (Esper, 1783) A, CH, D
- Chamaesphecia euceraeformis (Ochsenheimer, 1816) A
- Chamaesphecia hungarica (Tomala, 1901) A
- Spätsommer-Wolfsmilch-Glasflügler (Chamaesphecia leucopsiformis) (Esper, 1800) A, CH, D
- Blattwespen-Glasflügler (Chamaesphecia masariformis) (Ochsenheimer, 1808) A
- Chamaesphecia maurusia Püngeler, 1912
- Chamaesphecia minor (Staudinger, 1856)
- Chamaesphecia mysiniformis (Boisduval, 1840)
- Johanniskraut-Glasflügler (Chamaesphecia nigrifrons) (Le Cerf, 1911) A, D
- Chamaesphecia osmiaeformis (Herrich-Schäffer, 1848)
- Chamaesphecia oxybeliformis (Herrich-Schäffer, 1846)
- Chamaesphecia palustris Kautz, 1927 A
- Chamaesphecia proximata (Staudinger, 1891)
- Chamaesphecia ramburi (Staudinger, 1866)
- Chamaesphecia schmidtiiformis (Freyer, 1836)
- Chamaesphecia staudingeri (Failla-Tedaldi, 1890)
- Eselswolfsmilch-Glasflügler (Chamaesphecia tenthrediniformis) (Denis & Schiffermüller, 1775) A, D
- Chamaesphecia thracica Z. Laštuvka, 1983
- Dipchasphecia lanipes (Lederer, 1863)
- Sonnenröschen-Glasflügler (Pyropteron affine) (Staudinger, 1856) A, CH, D
- Pyropteron aistleitneri (Špatenka, 1992)
- Ampfer-Glasflügler (Pyropteron chrysidiformis) (Esper, 1782) A, CH, D Pyropteron chrysidiforme

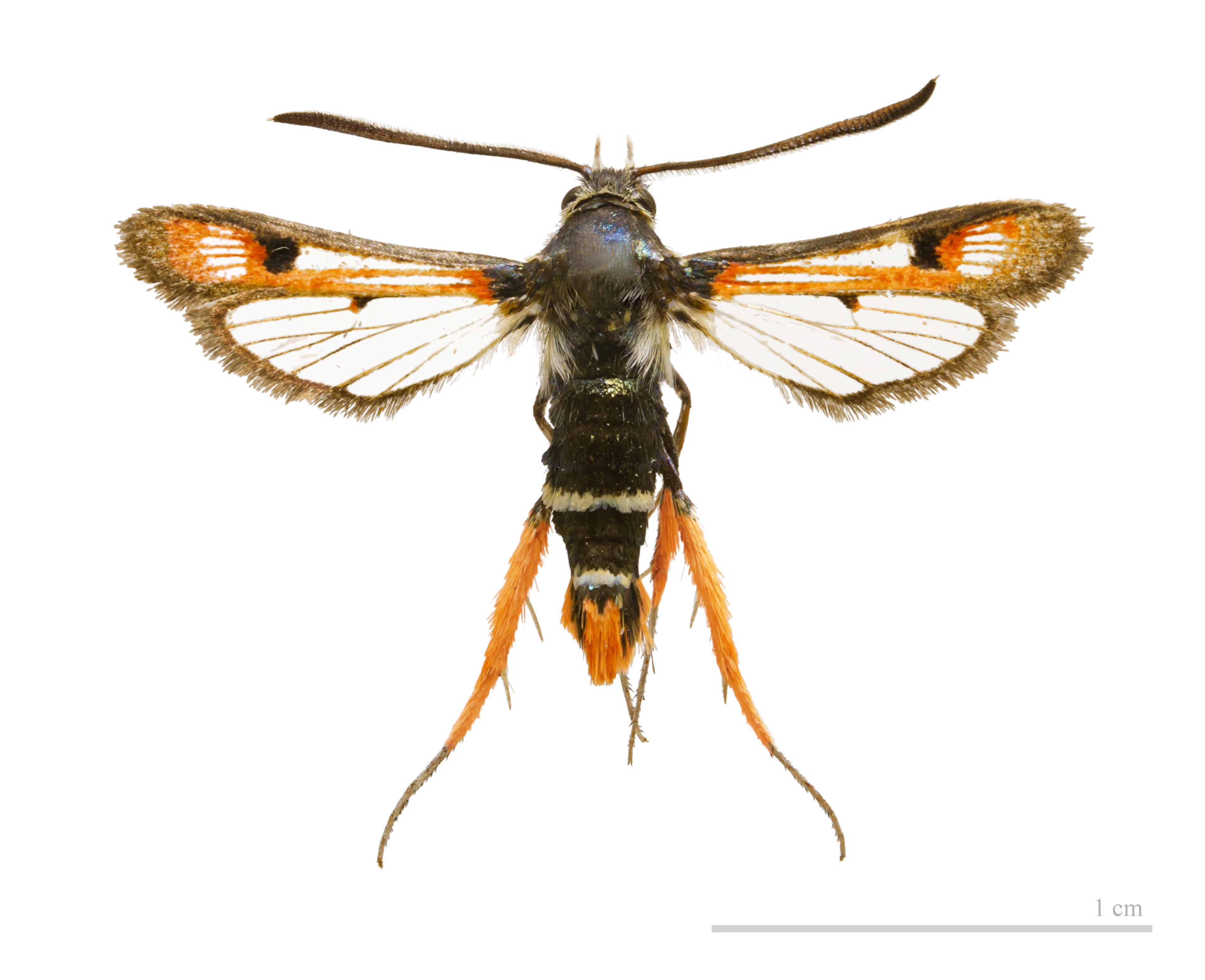
Pyropteron chrysidiforme

- Pyropteron cirgisum (Bartel, 1912)
- Pyropteron doryliforme (Ochsenheimer, 1808)
- Pyropteron hispanicum (Kallies, 1999)
- Pyropteron kautzi (Reisser, 1930)
- Pyropteron koschwitzi (Špatenka, 1992)
- Pyropteron leucomelaenum (Zeller, 1847)
- Pyropteron mannii (Lederer, 1853)
- Pyropteron meriaeforme (Boisduval, 1840)
- Pyropteron minianiforme (Freyer, 1843)
- Pyropteron muscaeforme (Esper, 1783) A, CH, D
- Pyropteron triannuliforme (Freyer, 1843) A, CH, D
- Pyropteron umbriferum (Staudinger, 1870)
- Schneeball-Glasflügler (Synanthedon andrenaeformis) (Laspeyres, 1801) A, CH, D
- Tannen-Glasflügler (Synanthedon cephiformis) (Ochsenheimer, 1808) A, CH, D
- Synanthedon codeti (Oberthür, 1881)
- Alteichen-Glasflügler (Synanthedon conopiformis) (Esper, 1782) A, CH, D
- Synanthedon cruciati Bettag & Bläsius, 2002
- Kleiner Birken-Glasflügler (Synanthedon culiciformis) (Linnaeus, 1758) A, CH, D
- Weidengallen-Glasflügler (Synanthedon flaviventris) (Staudinger, 1883) A, CH, D
- Weiden-Glasflügler (Synanthedon formicaeformis) (Esper, 1783) A, CH, D
- Synanthedon geranii Kallies, 1997
- Mistel-Glasflügler (Synanthedon loranthi) (Králicek, 1966) A, CH, D
- Synanthedon martjanovi Sheljuzhko, 1918
- Synanthedon melliniformis (Laspeyres, 1801) A
- Synanthedon mesiaeformis (Herrich-Schäffer, 1846)
- Apfelbaum-Glasflügler (Synanthedon myopaeformis) (Borkhausen, 1789) A, CH, D
- Synanthedon polaris (Staudinger, 1877) CH
- Synanthedon rubiana Kallies, Petersen & Riefenstahl, 1998
- Großer Birken-Glasflügler (Synanthedon scoliaeformis) (Borkhausen, 1789) A, CH, D
- Synanthedon serica (Alphéraky, 1882)
- Heckenkirschen-Glasflügler (Synanthedon soffneri) (Špatenka, 1983) A, CH, D
- Erlen-Glasflügler (Synanthedon spheciformis) (Denis & Schiffermüller, 1775) A, CH, D
- Spulers Glasflügler (Synanthedon spuleri) (Fuchs, 1908) A, CH, D
- Faulbaum-Glasflügler (Synanthedon stomoxiformis) (Hübner, 1790) A, CH, D
- Synanthedon theryi Le Cerf, 1916
- Johannisbeer-Glasflügler (Synanthedon tipuliformis) (Clerck, 1759) A, CH, D
- Synanthedon uralensis (Bartel, 1906)
- Wespen-Glasflügler (Synanthedon vespiformis) (Linnaeus, 1761) A, CH, D
- Weismanniola agdistiformis (Staudinger, 1866)